# ジャンボホステル
ジャンボホステル（Jumbo Hostel）は、スウェーデンストックホルム近くのアーランダ空港に位置する、退役したボーイング747-200の内側につくられたホテルである。

## ホテル

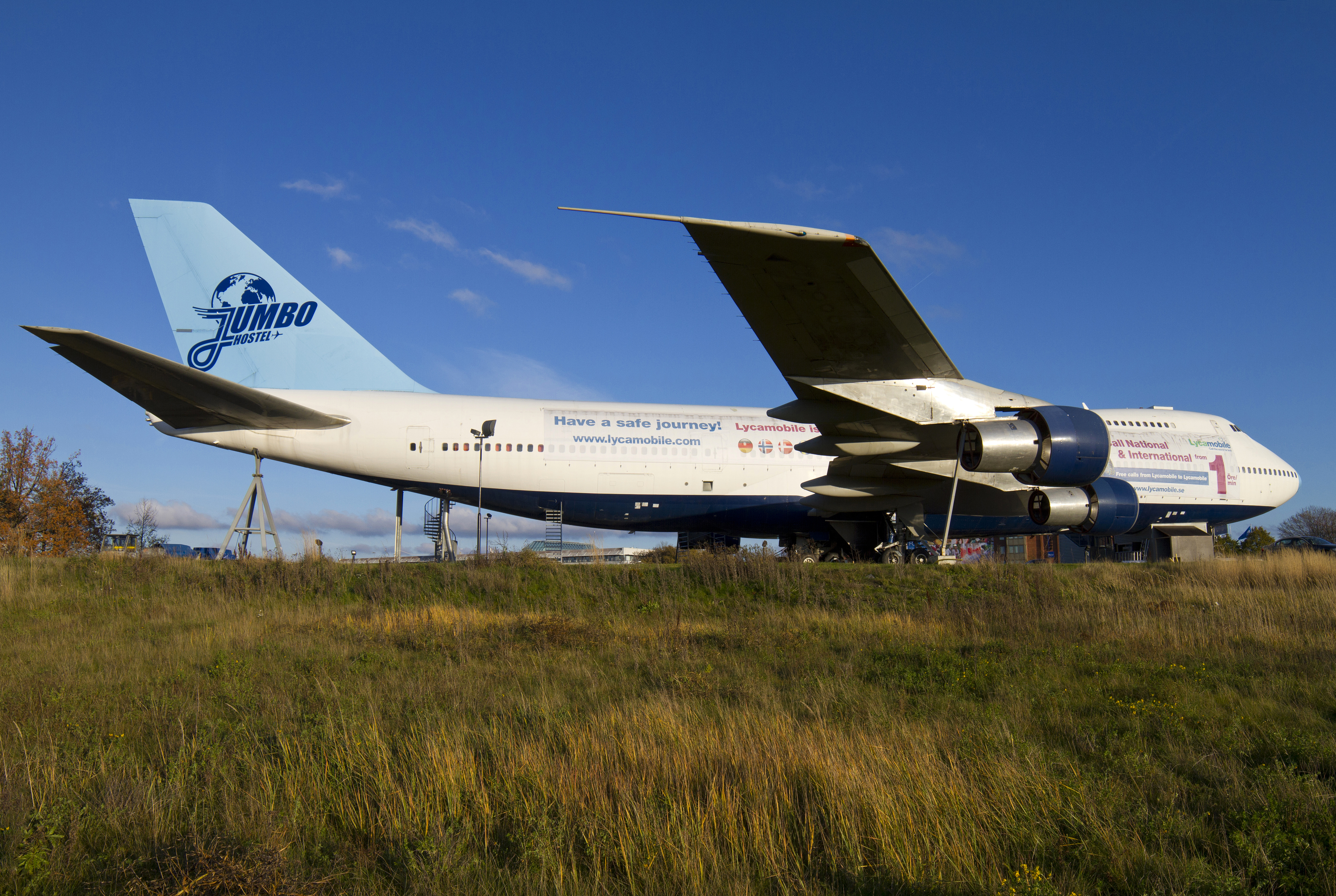
西側から撮影したジャンボホステル

ホテルは、1976年に建造され、退役したボーイング747-200の中にある。この旅客機は、シンガポール航空のために建造され、その後パンアメリカン航空で就航した後、2002年に破産したスウェーデンの航空会社、トランスジェットによって最後に運行されていた。
2007年12月、シグトゥーナ公共事業団は、アーランダ空港の入口に、ジャンボホステルの建設許可を出した。2008年1月、航空機は建設駐機場に運ばれ、古い内部を解体して、新しくペイントし、客室用の装飾を付ける工事の第1段階が始まった。航空機には、450の客席が設置されていた。機内は清潔にされ、空調設備や断熱材など、エネルギー基準を厳守した他の建築と同じような状態となった。暖房には、空気熱源式インバーターが使われている。

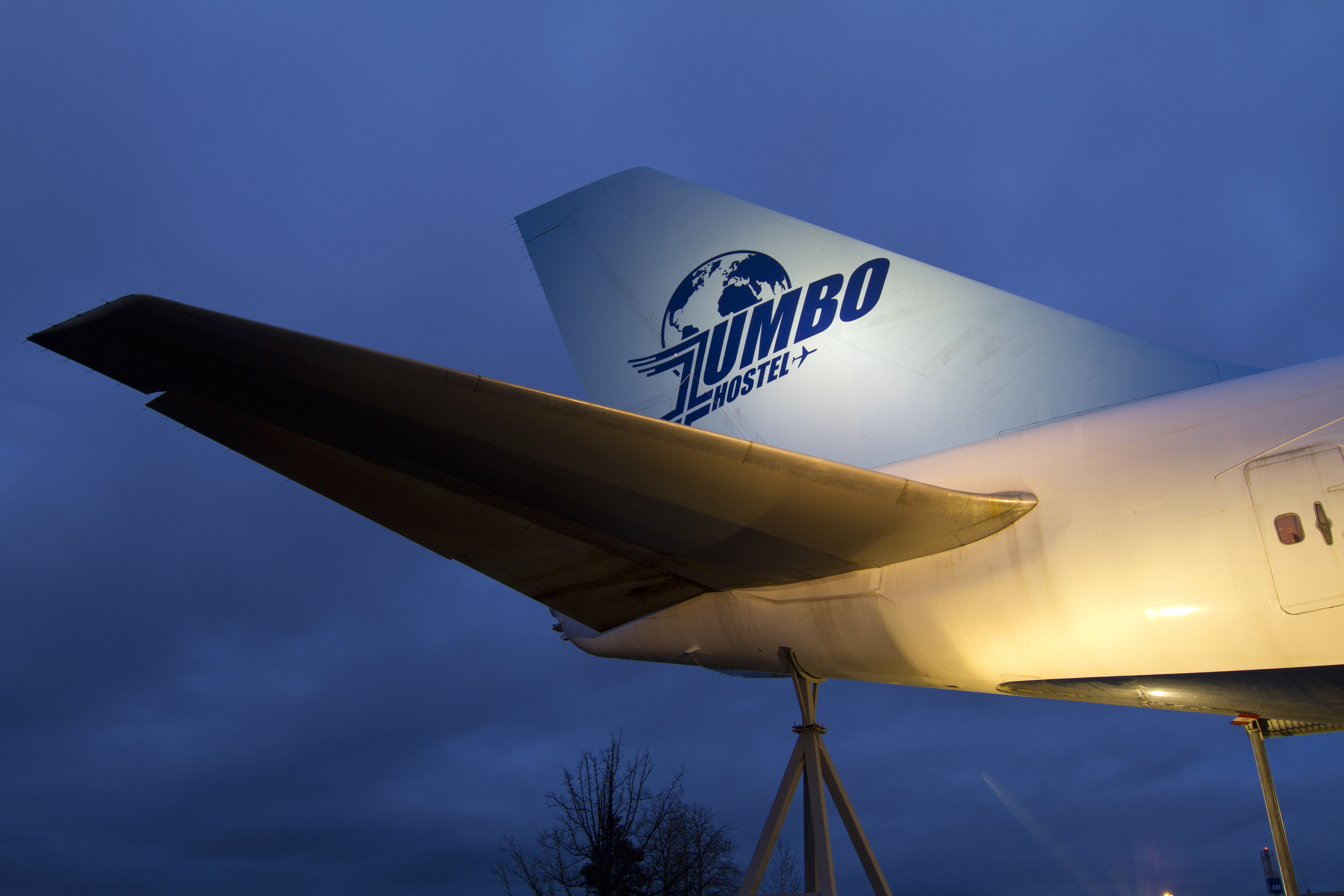
ジャンボホステルの尾翼

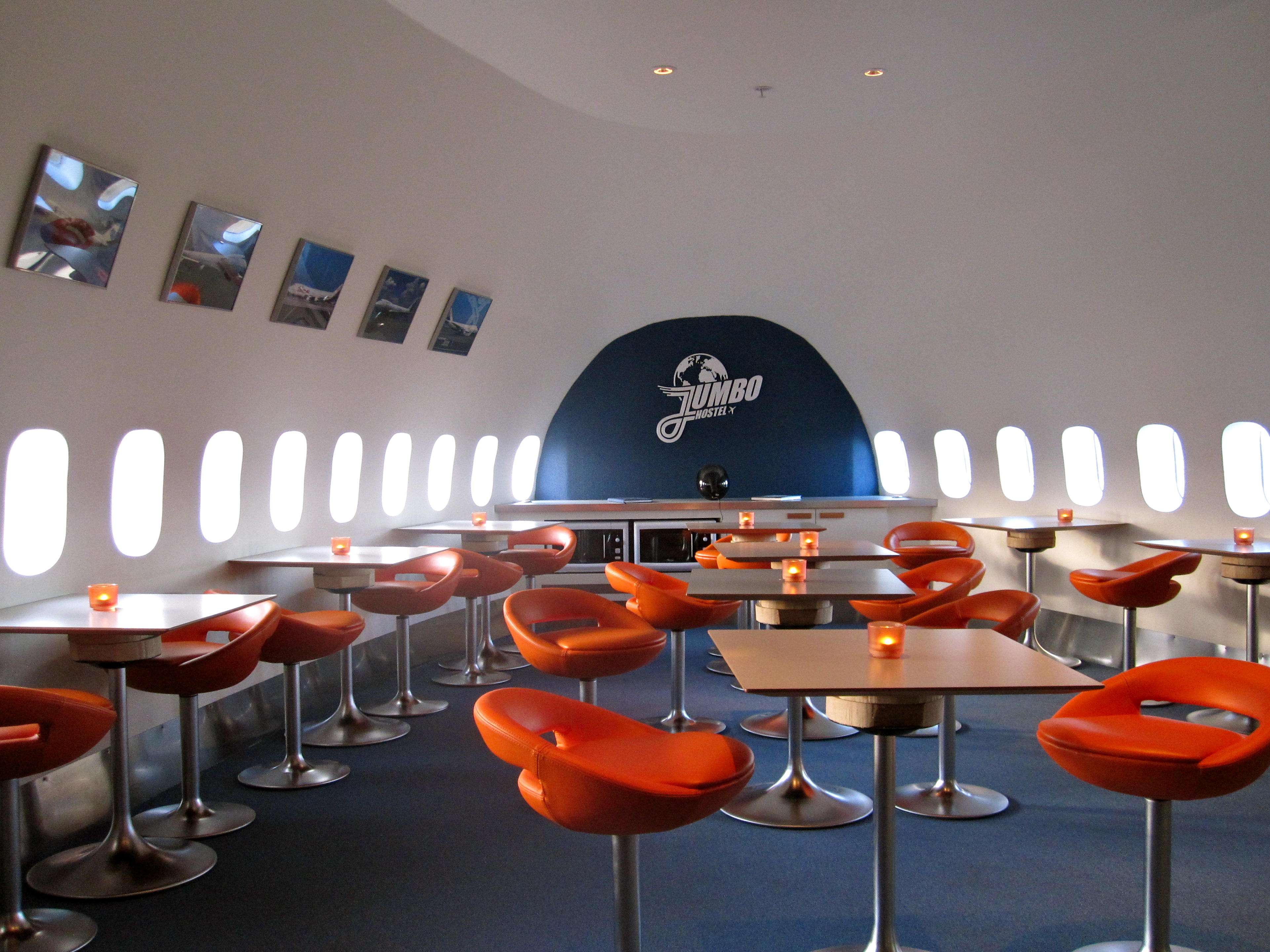
ジャンボホステルの内観

2008年夏、ストックホルム・アーランダ空港の入口にある、着陸脚を安全に固定する2つの鉄の台を備えたコンクリート基礎の予定地に運ばれた。ホステルは2008年12月下旬にオープンした。

## 客室
ジャンボホステルには、3つのベッドが付いた27の客室があり、最も高級なのは、アッパー・デッキにある「コックピット・スイート」である。全て合わせるとベッド数は79。全室にある薄型テレビでは、全てのフライトの出発時刻を見ることができる。また、高速無線通信にアクセスしている。コックピット・スイートと設備をもつ個室とを除く全室では、廊下にあるシャワーとトイレを共有する。

## カフェ
ジャンボホステルのカフェでは、宿泊者ではなくても、朝食、コーヒー、ペーストリーなど、基礎的な食事をとることができる。カフェでは、食事を温めるために電子レンジを使用している。